# Zábrana
Zábrana, někdy nazývaná též Hamerský potok, je říčka v okrese Prostějov v Olomouckém kraji. Jelikož je její tok na soutoku s Hloučelou širší a vydatnější, bývá někdy označována právě ona za Hloučelu. Délka toku je 8,6 km.

## Průběh toku

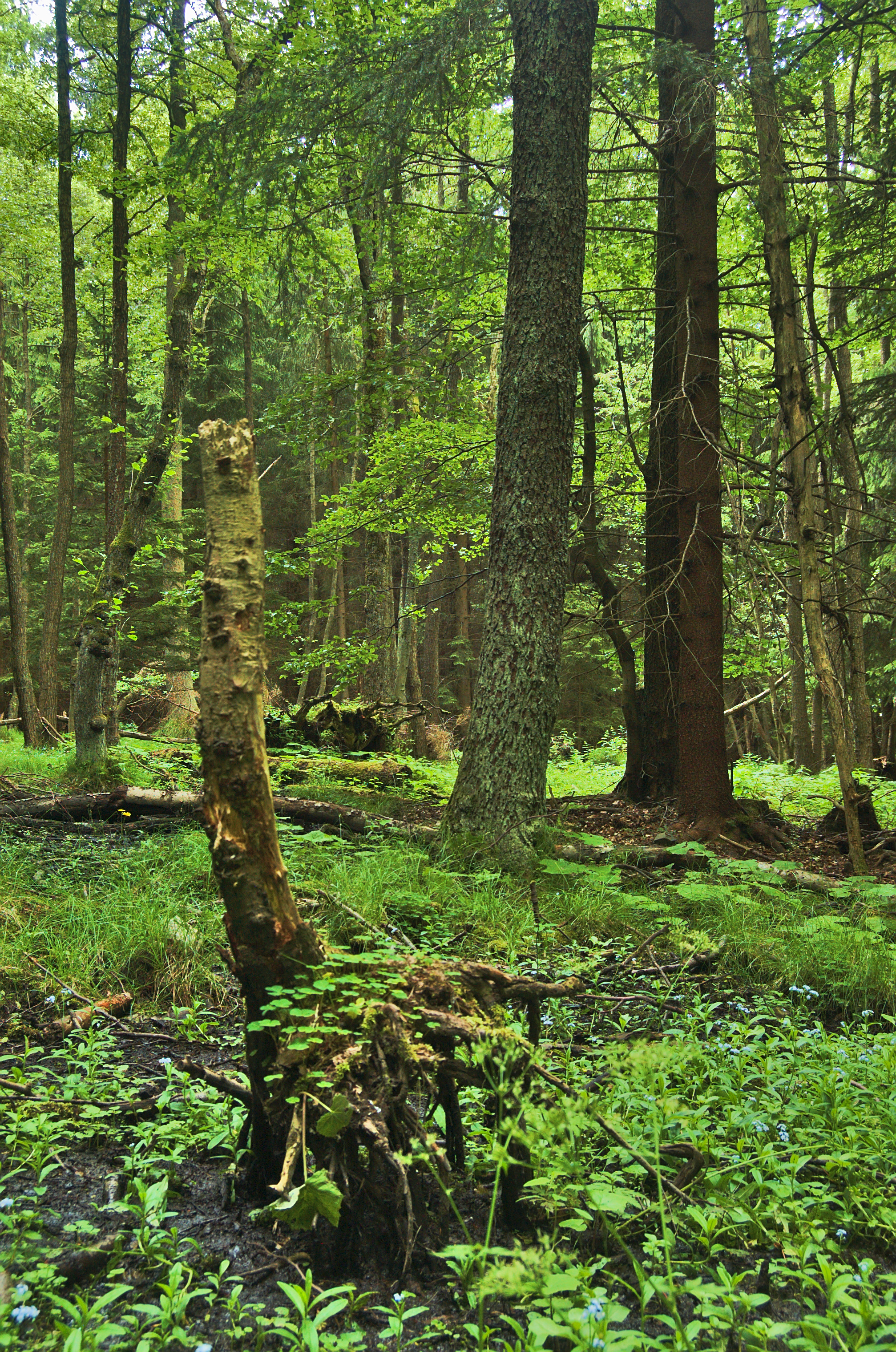
Jeden z pramenů říčky

Pramení v nejvyšší části Drahanské vrchoviny, pouze několik set metrů od nejvyššího vrcholu Skalky, v lesích západně od obce Buková a jižně od osady Pavlov, na samotné hranici přírodního parku Řehořkovo Kořenecko, v blízkosti bývalé přírodní památky Prameniště Hamerského potoka U velké jedle, ve které se stéká několik jejích pramenů a vytváří prostředí vhodné pro růst olší a vlhkomilného podrostu. Poté se vydává jihovýchodním směrem, kde protéká kolem přírodní památky Pod Liščím kupem, kterou taktéž zavodňuje, což blahodárně působí na růst ostřice a prstnatce májového, díky kterým je lokalita chráněna. V blízkosti této lokality se nachází pomník obětem letecké havárie, při které na tomto místě v roce 1988 tragicky zahynuli dva českoslovenští piloti. Odtud pokračuje dál jihovýchodním směrem, kde se do ní z pravé strany vlévá bezejmenný potok, poté podtéká silnici třetí třídy číslo 37357, jenž vede z obce Buková do Protivanova a poté následuje na levé straně soutok s Bukovým potokem, který pramení západně od obce Buková a protéká jí. Od tohoto soutoku se proud vydává jižním směrem a stáčí se na východní v lokalitě u Protivanovského mlýna. Svou vodou Zábrana mlýn dříve poháněla a v roce 2010 bylo schváleno rozhodnutí s názvem „revitalizace lokality „U mlýna“ Protivanov“, jehož součástí je i obnova původního mlýnského náhonu. V té samé lokalitě se do Zábrany zprava vlévá bezejmenný potok, jenž pramení v Protivanově, protéká stejnojmennou přírodní památkou a těsně před soutokem je na něm vytvořeno osm tůní kruhového tvaru. Mezi Protivanovským mlýnem a Malým Hradiskem se do Zábrany vlévá zleva ještě jeden bezejmenný přítok, jenž pramení v lokalitě U Suché louky. Těsně před Malým Hradiskem se zprava připojuje potůček, jenž svoji vodu sbírá v dnes již zrušené přírodní památce Pod Panským lesem. Na začátku Malého Hradiska, v místní části Skřivánkov, vodou zásobuje nádrž, která byla v minulosti hojně využívána pro rekreační účely jako koupaliště. Poté, co údolím na severu obteče obec Malé Hradisko se prudce stáčí severním směrem a údolím se vydává ke svému soutoku s říčkou Oklukou, jak se nazývá horní tok Hloučely. Cestou pojme ještě jeden potůček, který vytéká z blízkosti přírodní rezervace Bučina u Suché louky, proteče kolem bývalého partyzánského bunkru a památníku připomínajícího osud členů odbojového oddílu Jermak, která v jejím údolí našla své útočiště, aby nakonec spojila své vody s vodami Okluky. To se děje před Lipovským mlýnem a nad celým soutokem bdí skupina chráněných stromů Lipovské buky.

## Charakter toku

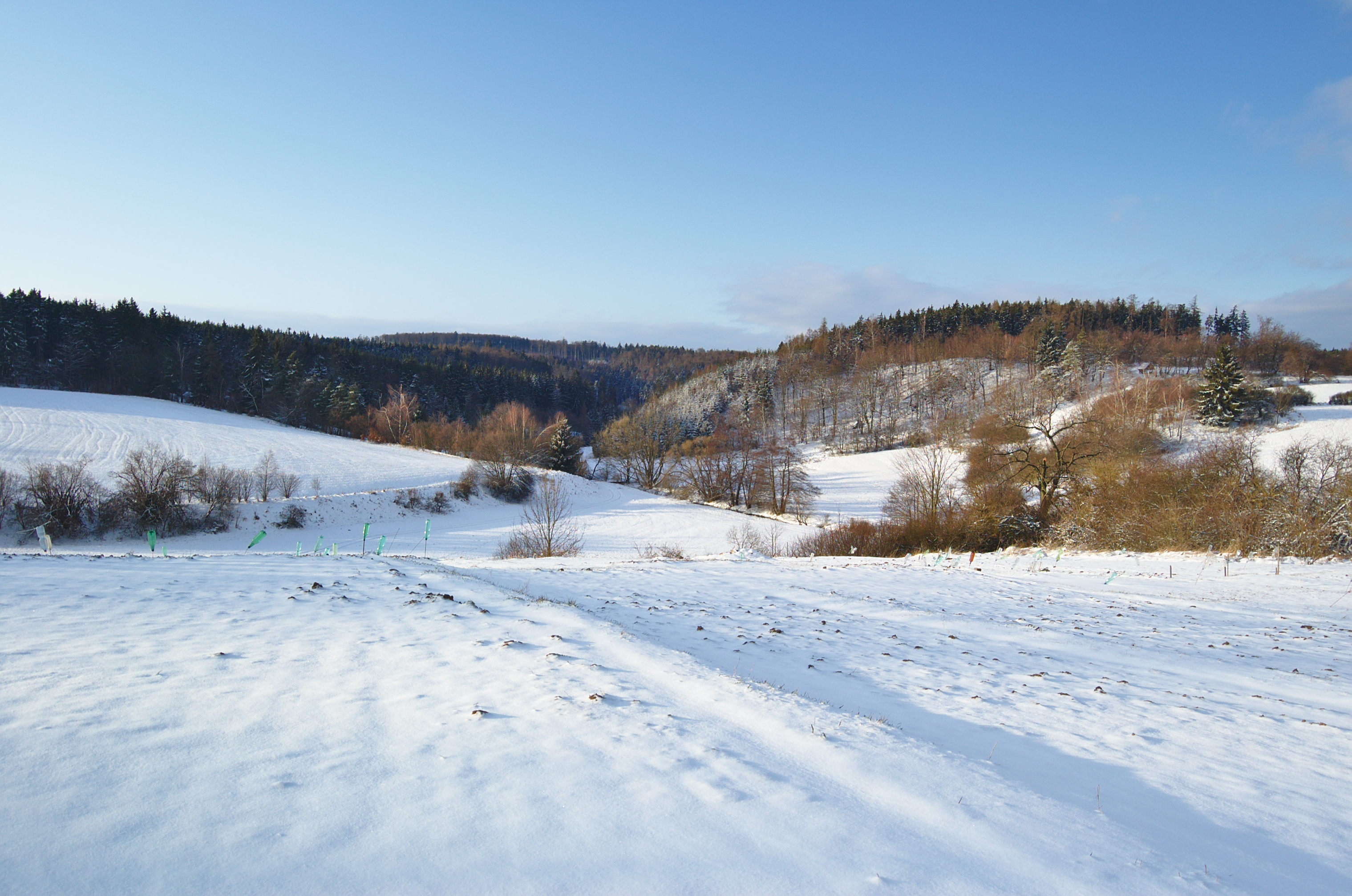
Pohled na údolí říčky u Malého Hradiska

Celý průběh toku je relativně klidný a mezi jednotlivými částmi není nikde vysoký výškový rozdíl.
Zatímco na horním toku teče říčka stěží postřehnutelnou rýhou v náhorní plošině Drahanské vrchoviny, od soutoku s Bukovým potokem po Malé Hradisko je údolí již snadno rozlišitelné od okolního terénu a od Malého Hradiska až po soutok s Oklukou vytváří hluboce zařízlé údolí s prudkými svahy. Právě tento těžce přístupný si za své sídlo zvolila partyzánská skupina Jermak, neboť těžba dřeva i jiné aktivity v této oblasti byly značně komplikované, ne-li nemožné, tudíž byl jejich úkryt v příkré stráni stěží objevitelný. Dalším faktorem hrajícím v jejich prospěch byla i volba hustě zalesněného místa, známého pod názvem U loupežníka. Právě v této lokalitě se údajně v minulosti přepadávaly vozy jedoucí údolím z Lipovského mlýna do Malého Hradiska.
Nejhornější část toku se nachází v lesích, poté, u přírodní památky Pod Liščím kupem, se dostává do otevřené krajiny, kdy se v jejím údolí vyskytují ponejvíce travnaté porosty a samotný tok je obklopen stromovým či keřovým porostem. Za Protivanovským mlýnem opět vtéká do lesa, který se po cca 0,5 km na levé straně otevírá do luk a les mizí celkově u Malého Hradiska. Ovšem kousek za ním opět vtéká do lesa a v něm zůstává až do svého soutoku s Hloučelou. Na prudkých stráních dochází na několika místech k odhalení kamenitého podloží či skály.

## Turistika

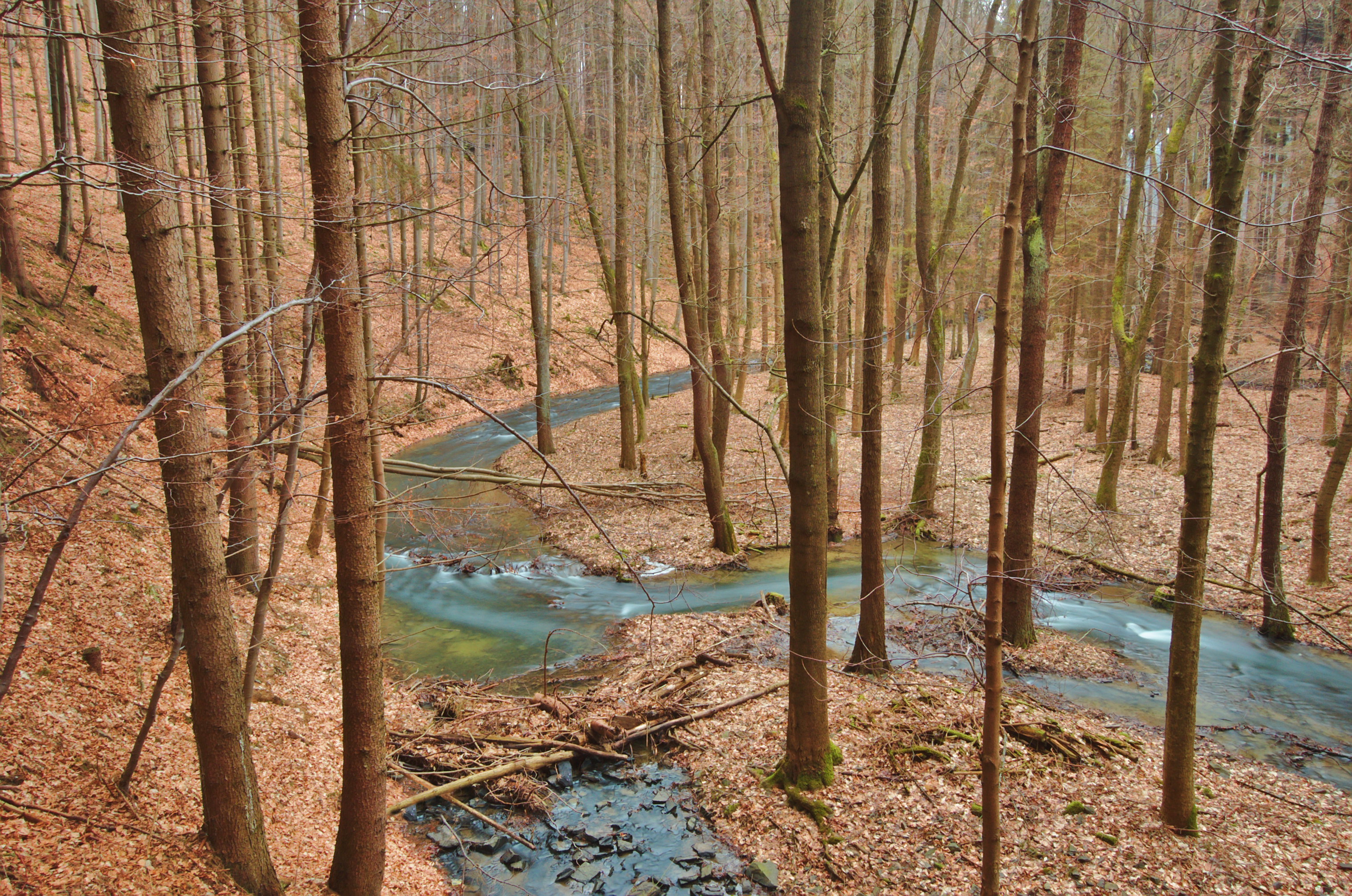
Kombinace prudkých strání a absence lávek dělají červenou turistickou trasu v dobách zvýšené vodní hladiny těžce prostupnou

### Pěší turistika
V blízkosti Zábrany či některého z jejích přítoků se vyskytuje několik turistických tras. Bukový potok protéká kolem začátku  žluté trasy Buková – Bělecký mlýn a ta samá trasa pak překračuje v lokalitě U Suché louky další bezejmenný přítok. Stejnou trasou vede zpočátku i  zelená trasa Pohora–Drahany, která říčku u Malého Hradiska po mostě překračuje. Do její blízkosti se dostává, avšak nekříží ji,  žlutá trasa Kořenec – Malé Hradisko, stejně tak jako nad jejím údolí začíná  modrá Malé Hradisko – Javoříčko – Blansko – Čebín.
Nejdelší trasu však s říčkou sdílí  červená turistická trasa Prostějov – Malé Hradisko – Seč – Náměšť na Hané, která vede od Malého Hradiska až po Lipovský mlýn právě údolím Zábrany a posléze do Seči podél Hloučely. Cestou ji musí případní poutníci překračovat celkem čtyřikrát a ani na jednom přechodu není k dispozici lávka či most, tudíž bývá obzvláště v jarních měsících či v obdobích se zvýšenou vodní hladinou, těžce schůdná. Tomuto faktu přispívá i hluboké údolí s velice příkrými stráněmi, které jsou místy v běžném vybavení neprůchozí.

### Běh na lyžích
Přestože tato část Drahanské vrchoviny známá jako Protivanovská planina, okolí Zábrany nepočítaje, bývá v příhodných zimních měsících protkáno sítí běžkařských stop, vyznačené a pravidelně udržované jsou v jejím okolí pouze dvě tratě.
První z nich je  červeně značený Protivanovský okruh, který vede z obce Protivanov cca 1 km podél přítoku Zábrany až k lokalitě u Protivanovského mlýna, kde je pro turisty postaven altán i s lyžařskou mapou a po cca 0,5 km dlouhém úseku v údolí nad něj stoupá a potkává se s okruhem Malé Hradisko, se vrací zpět do obce Protivanov.
 Modře značený okruh Malé Hradisko kopíruje tok Zábrany od křižovatky s Protivanovským okruhem až po rozcestník Malé Hradisko (KOUP.), jenž se nachází u nádrže, jenž říčka zásobuje. Tady ji po mostě překračuje, pokračuje vysoko po její levé straně a opět ji křižuje před jejím vtečením do lesa. Tam se po vyjetí na vrchol hřebenu otáčí zpět a za obcí Malé Hradisko ještě přejíždí jeden z jejích přítoků v bývalé přírodní rezervaci Pod panským lesem.

### Cykloturistika
Zábranu křižuje jediná cyklistická trasa, a to 5029 vedoucí po silnici třetí třídy číslo 37357 z Bukové do Protivanova.

## Fotogalerie

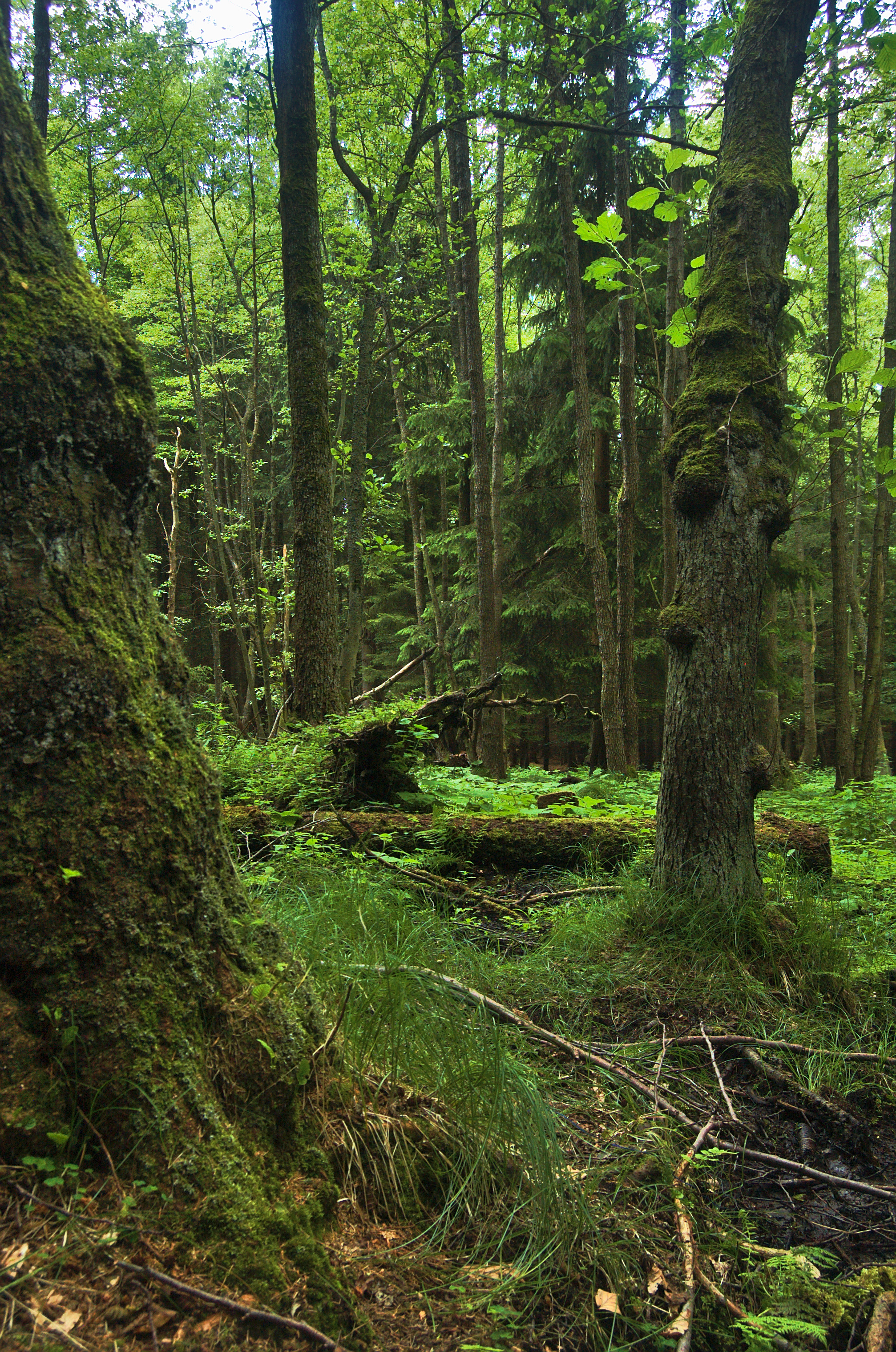
Jeden z pramenů Zábrany
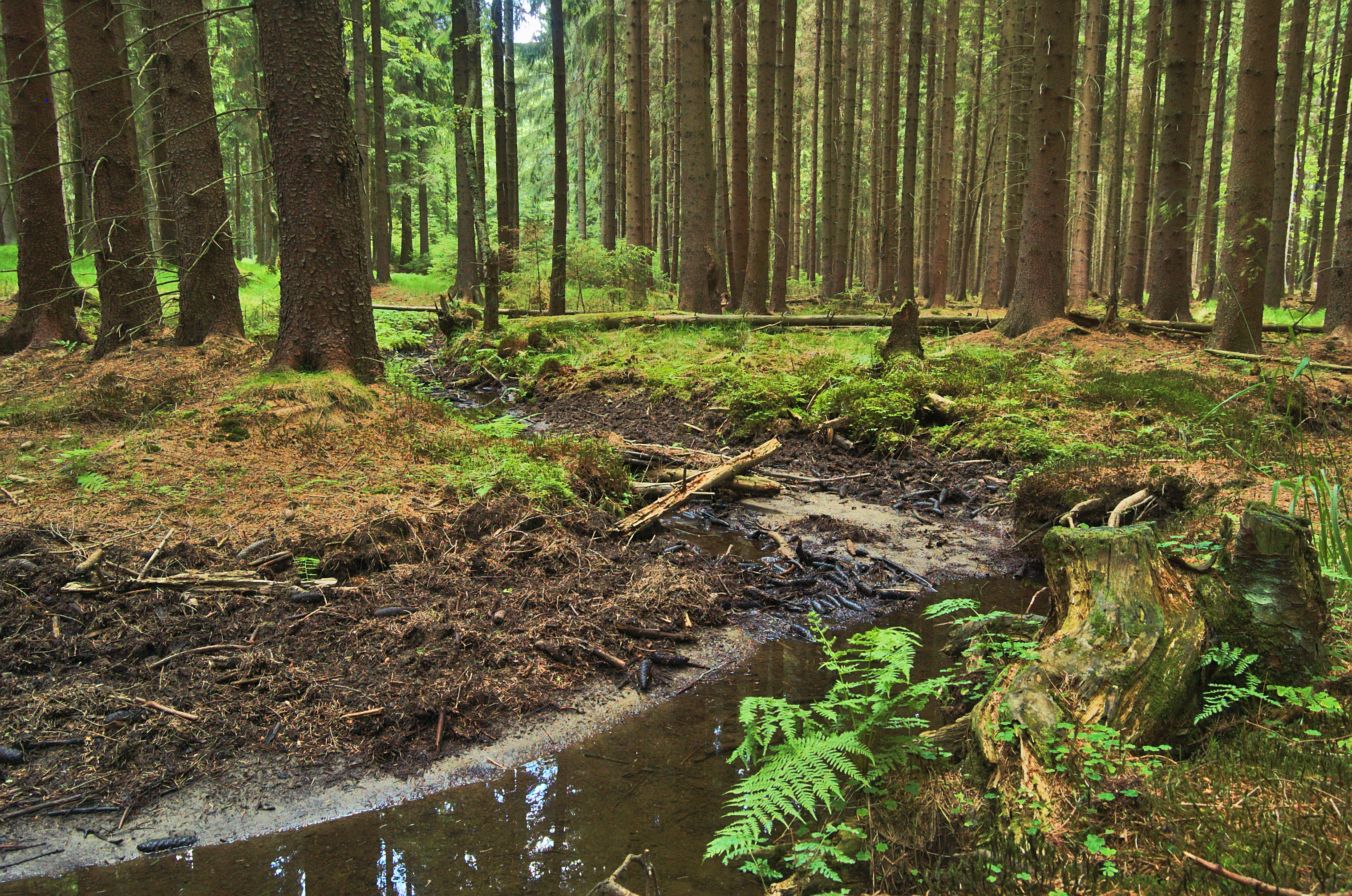
Říčka v bývalé přírodní památce Prameniště Hamerského potoka U velké jedle
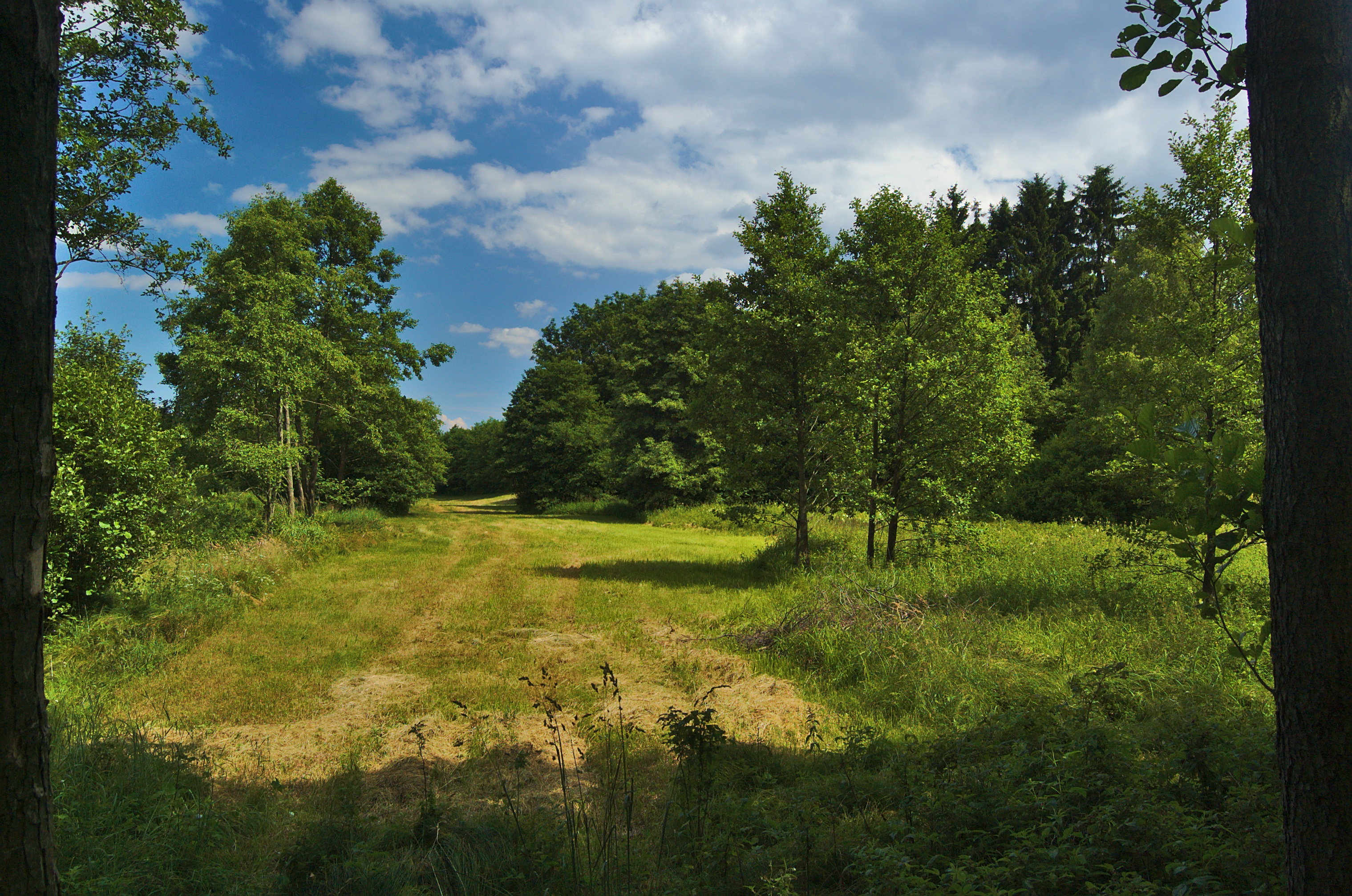
Přírodní památka Pod liščím kupem, koryto potoka se nachází v porostu vlevo
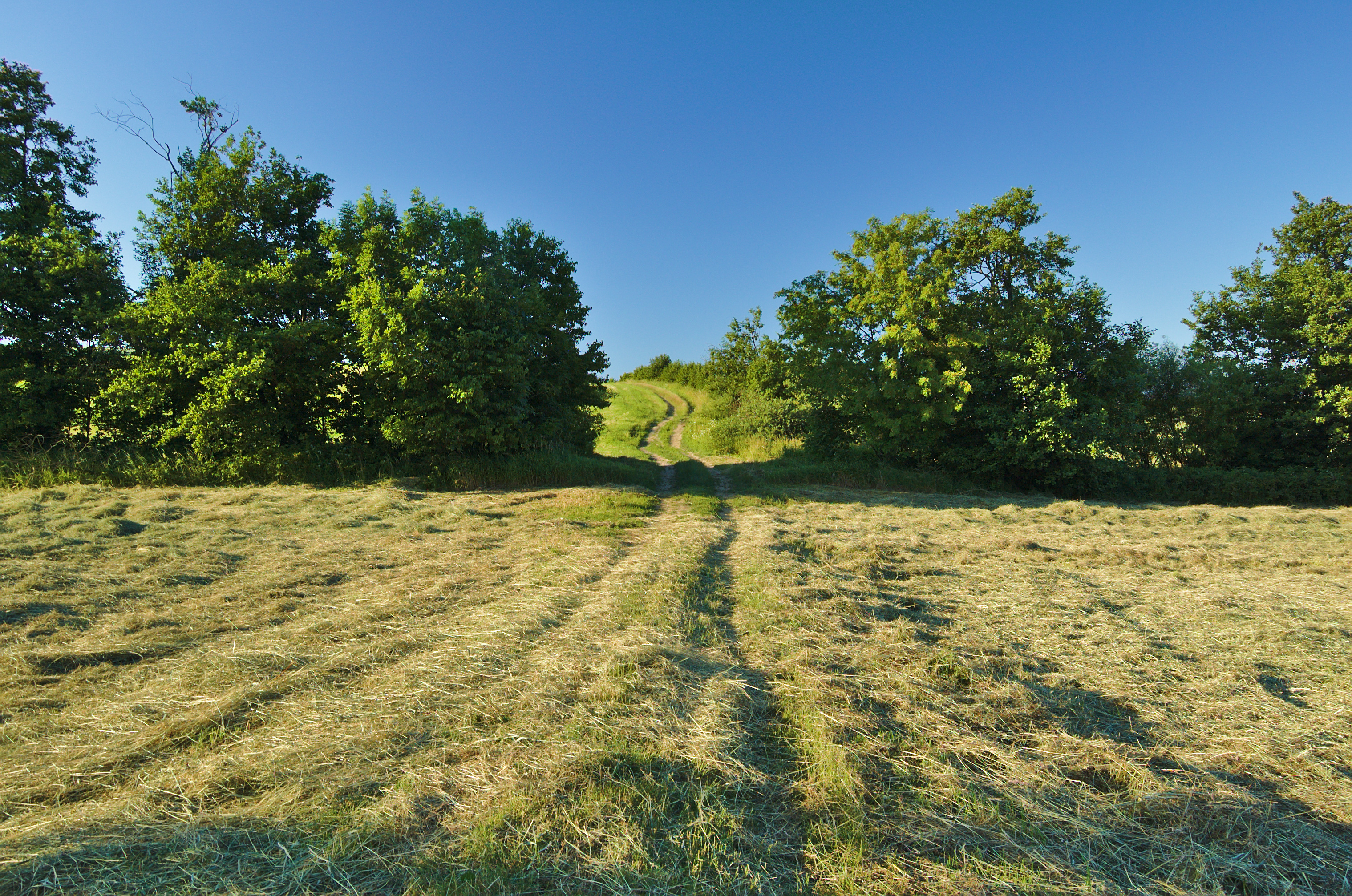
Cesta protínající horní tok Zábrany pod přírodní památkou Pod Liščím kupem
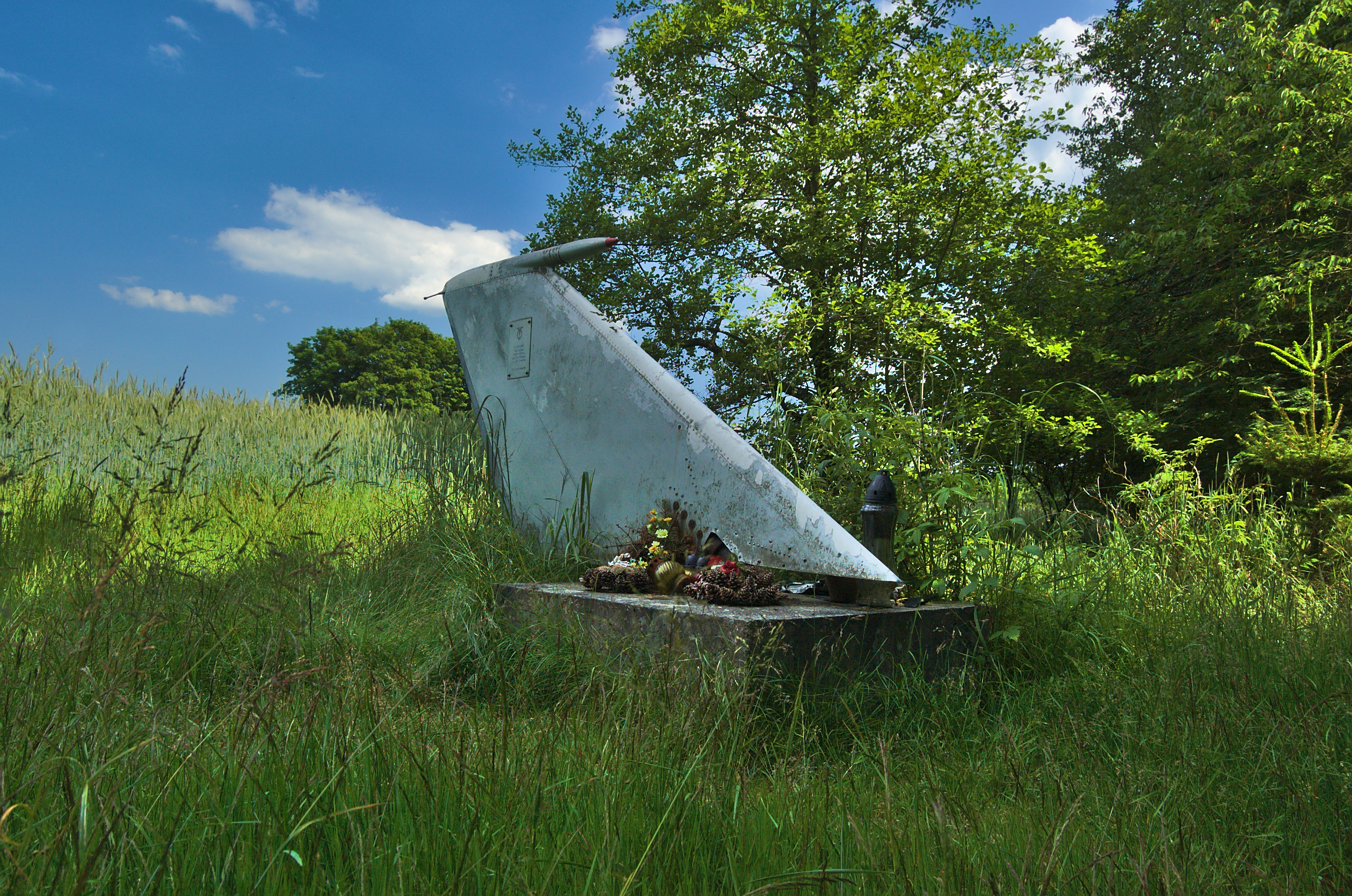
Památník obětem letecké katastrofy v blízkosti potoka
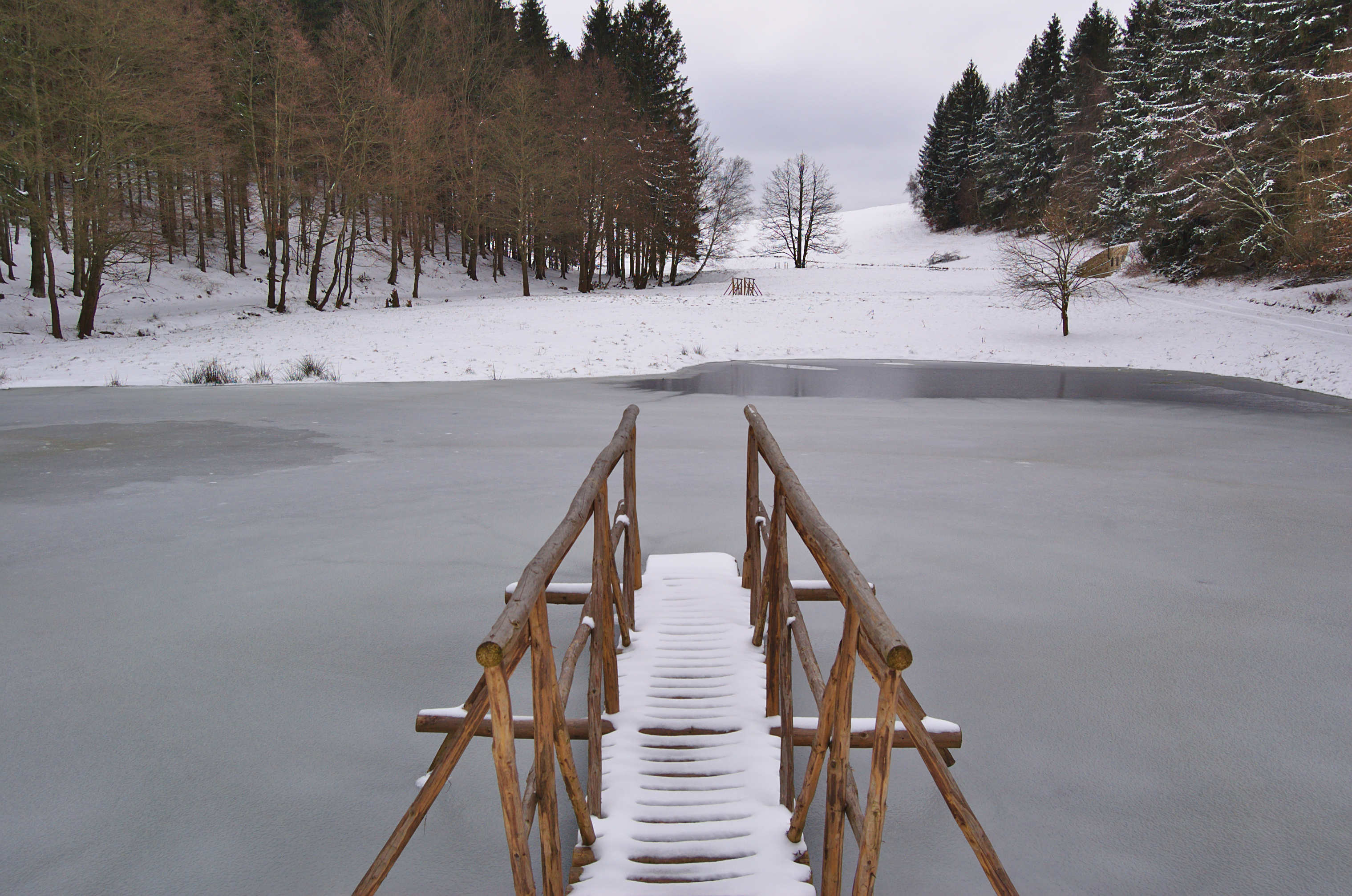
Rybníky na jednom z přítoků u Protivanovského mlýna
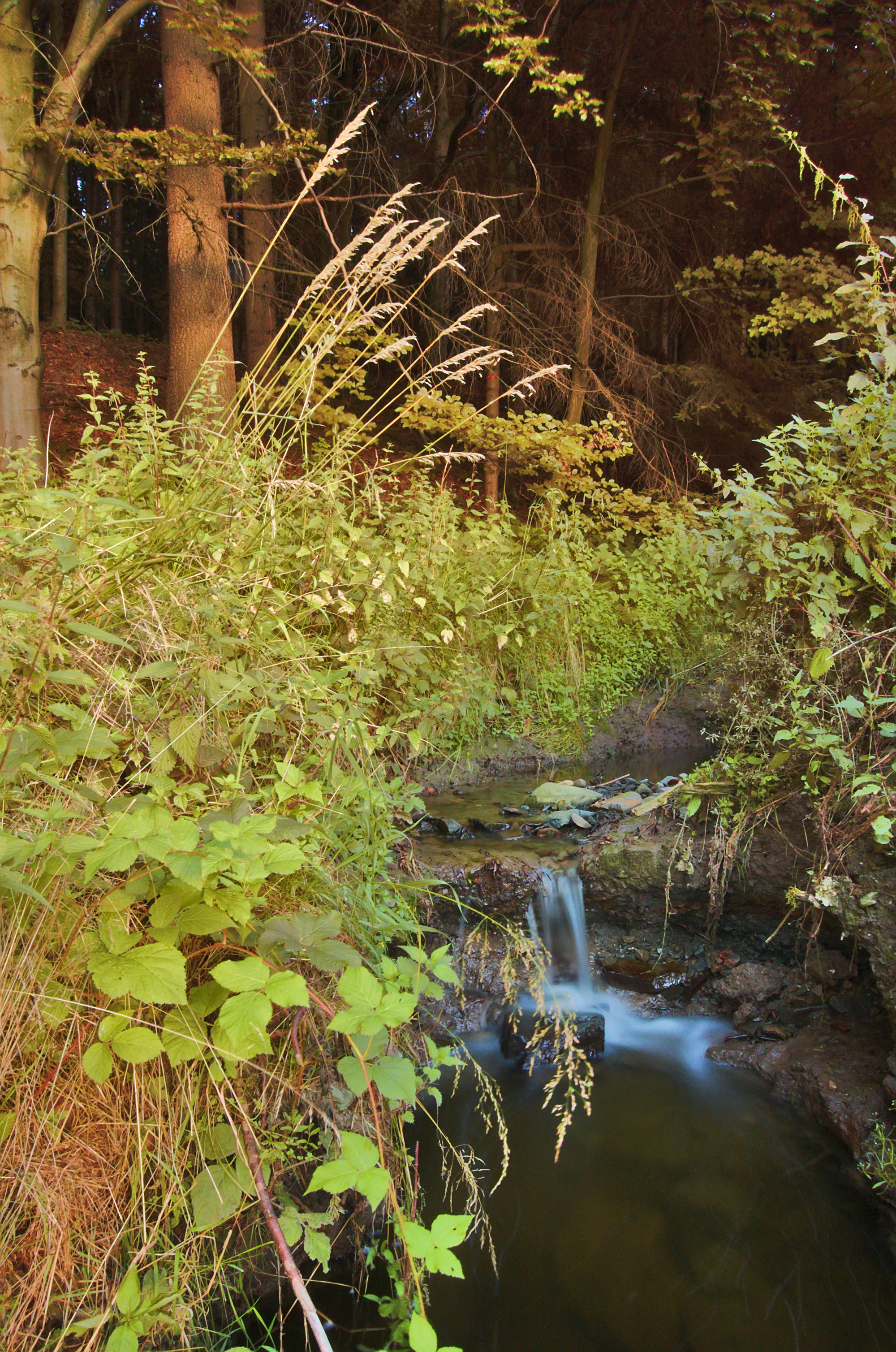
Jeden z přítoků v přírodní památce Protivanov
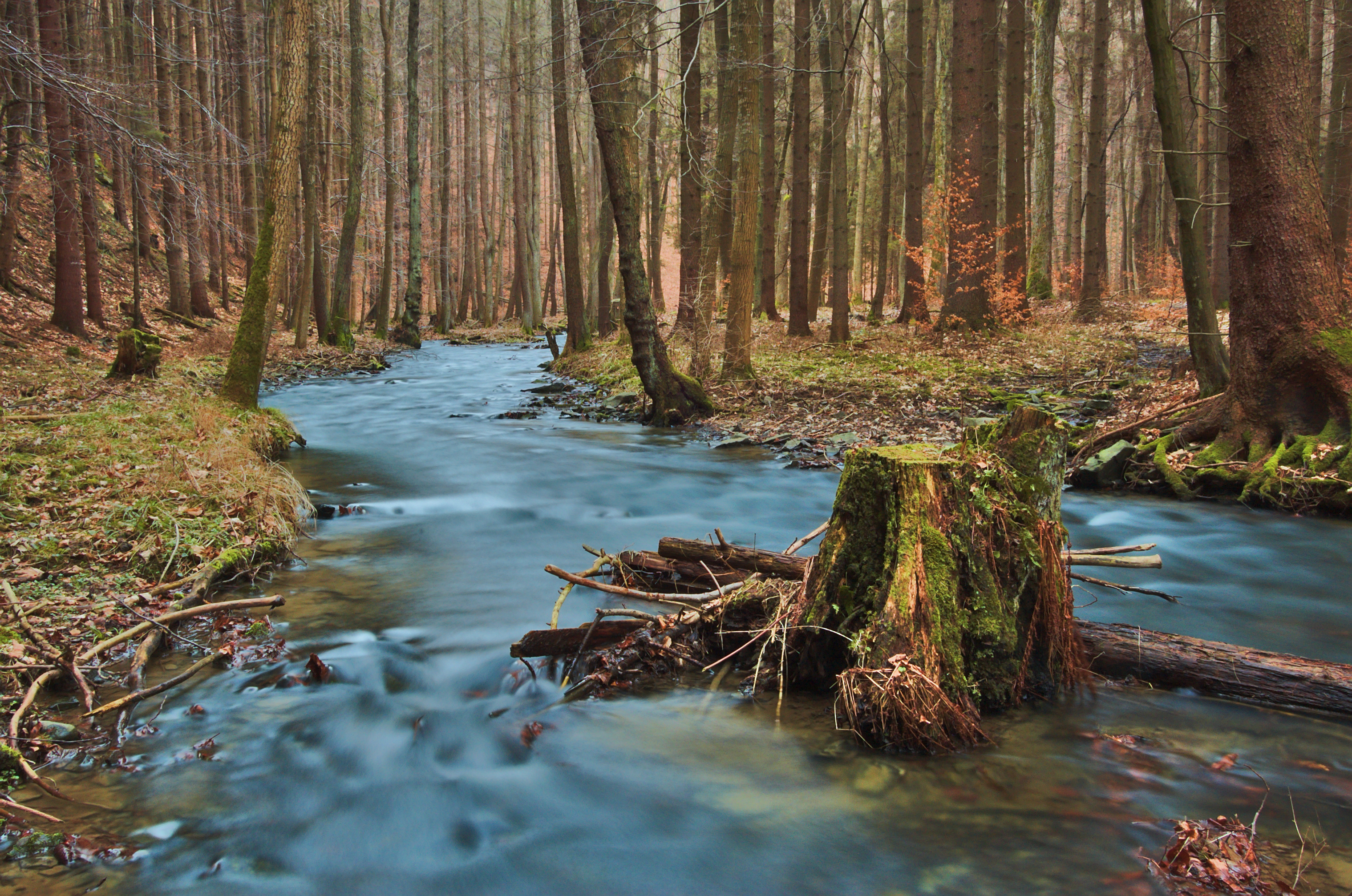
Zábrana v údolí mezi Lipovským mlýnem a Malým Hradiskem
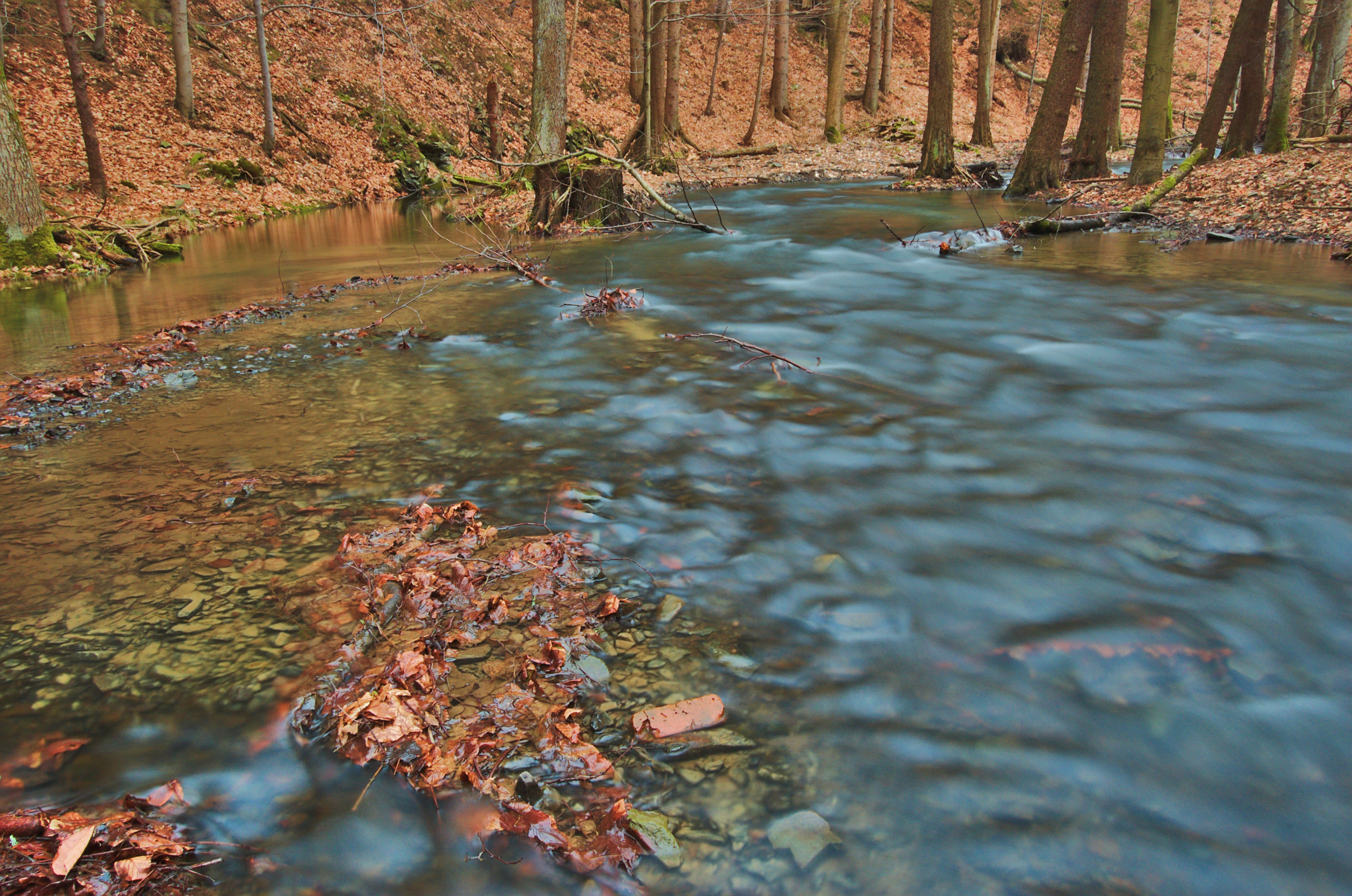
Zábrana v údolí mezi Lipovským mlýnem a Malým Hradiskem
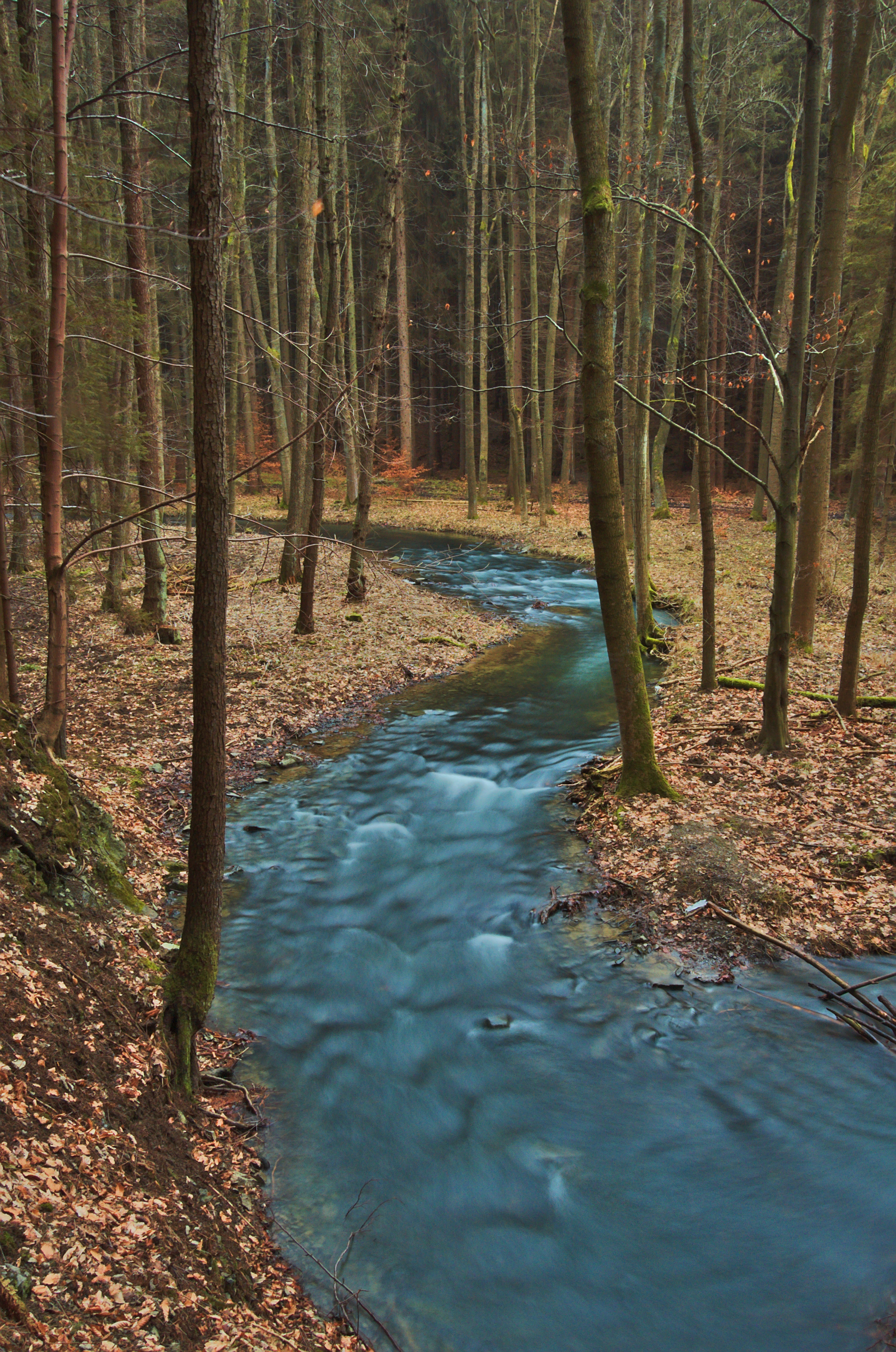
Zábrana v údolí mezi Lipovským mlýnem a Malým Hradiskem
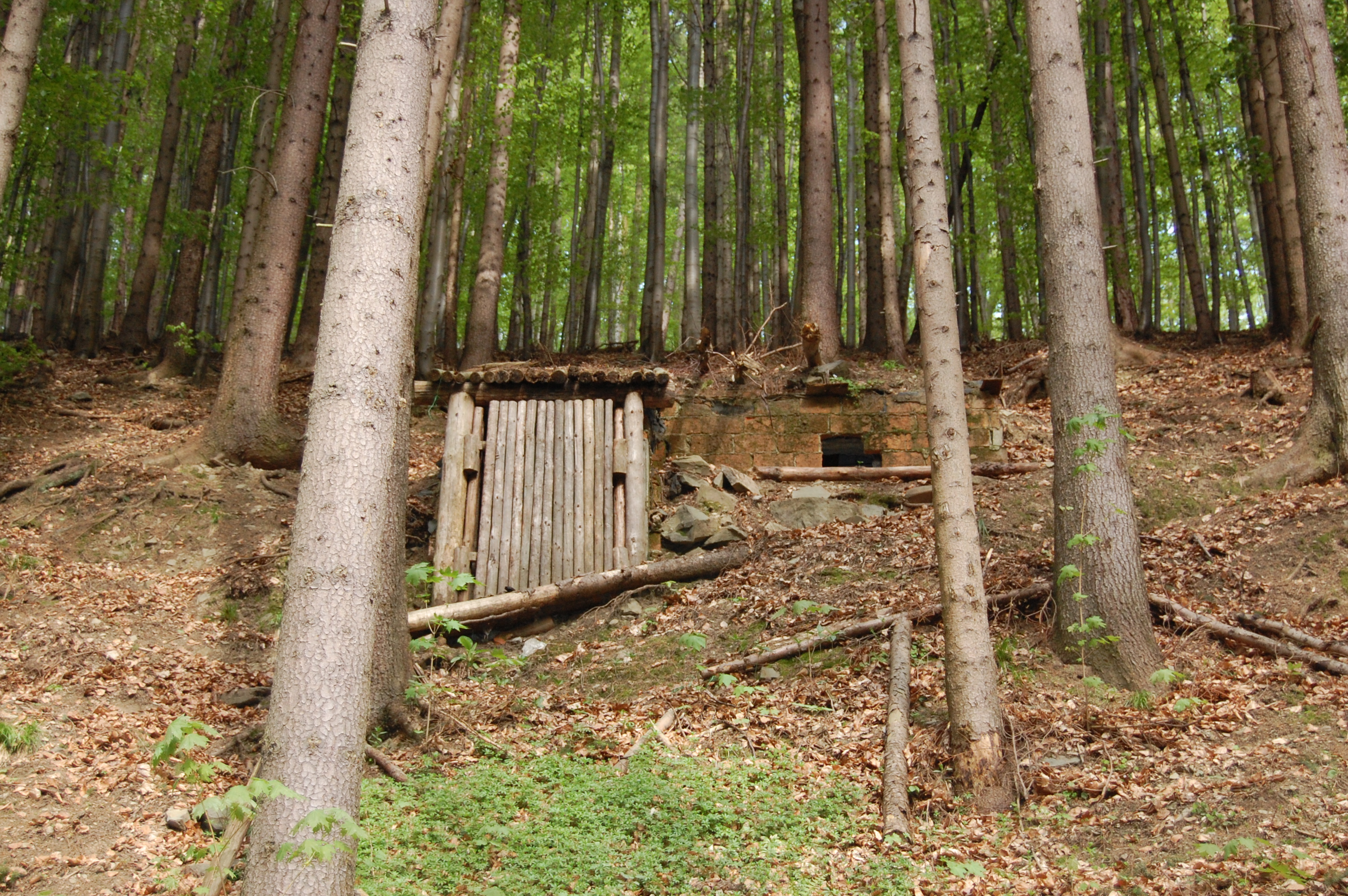
Partyzánský bunkr v údolí říčky
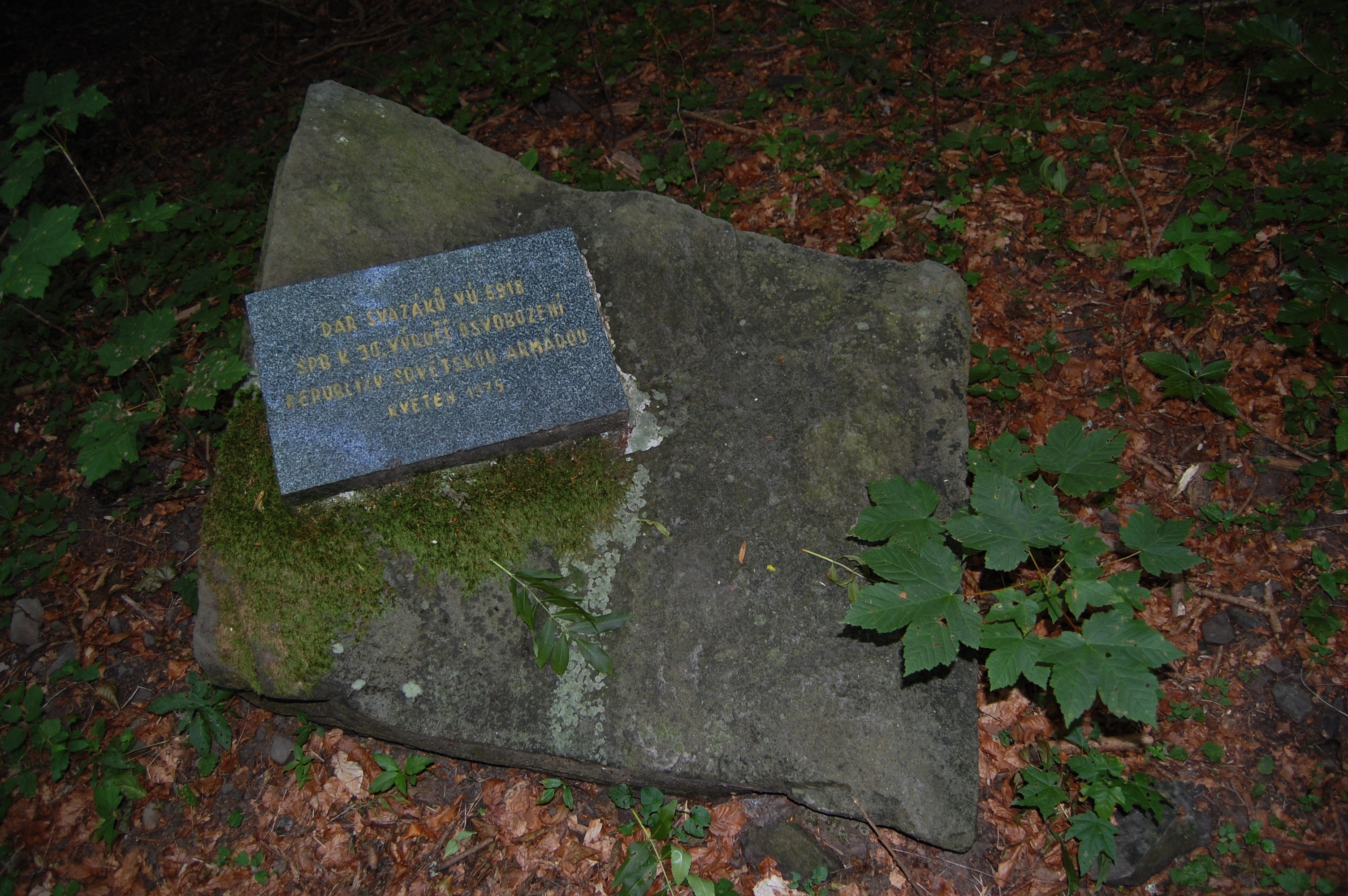
Pamětní deska u partyzánského bunkru
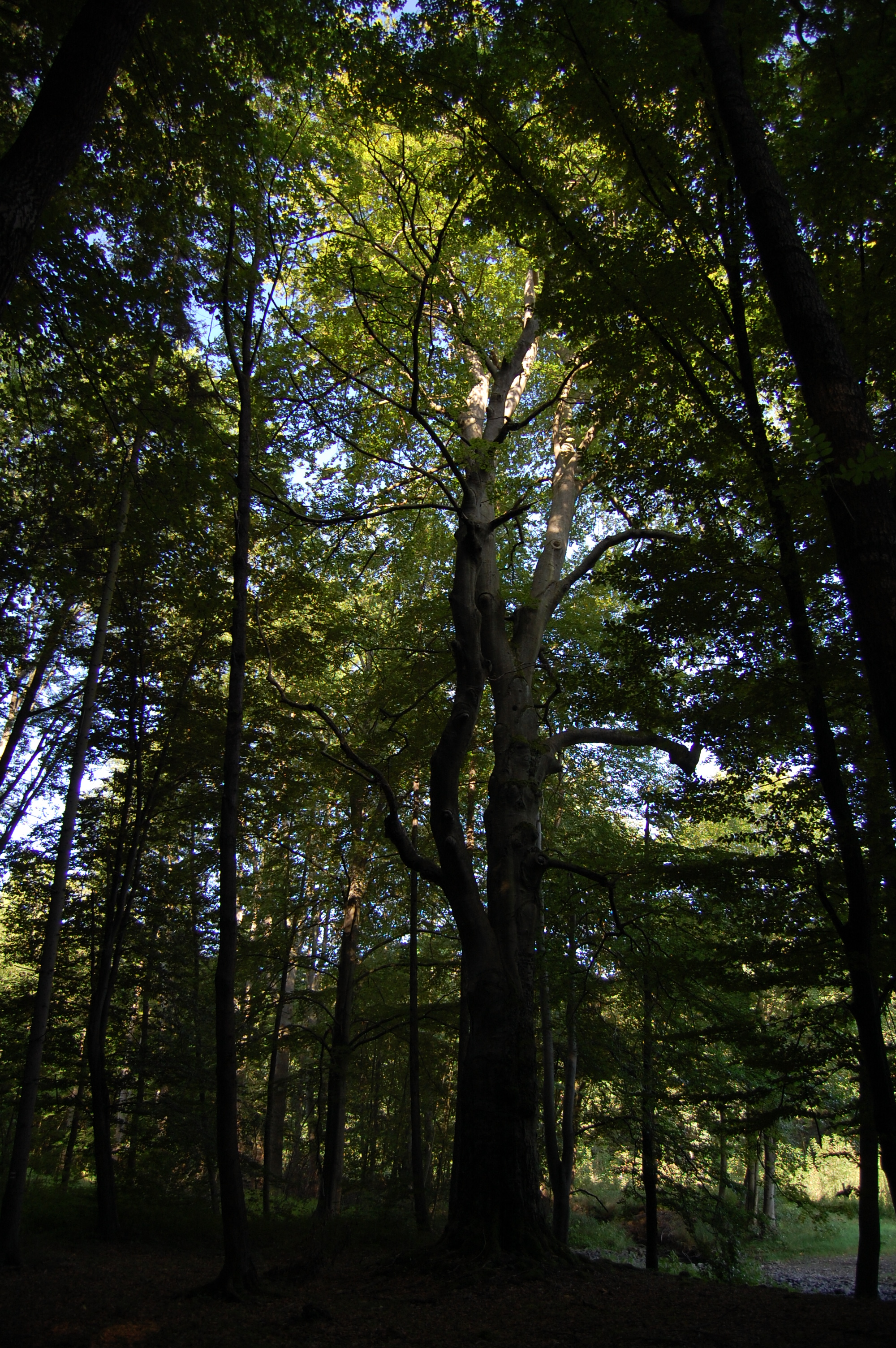
Památný strom, jeden z Lipovských dubů, u soutoku
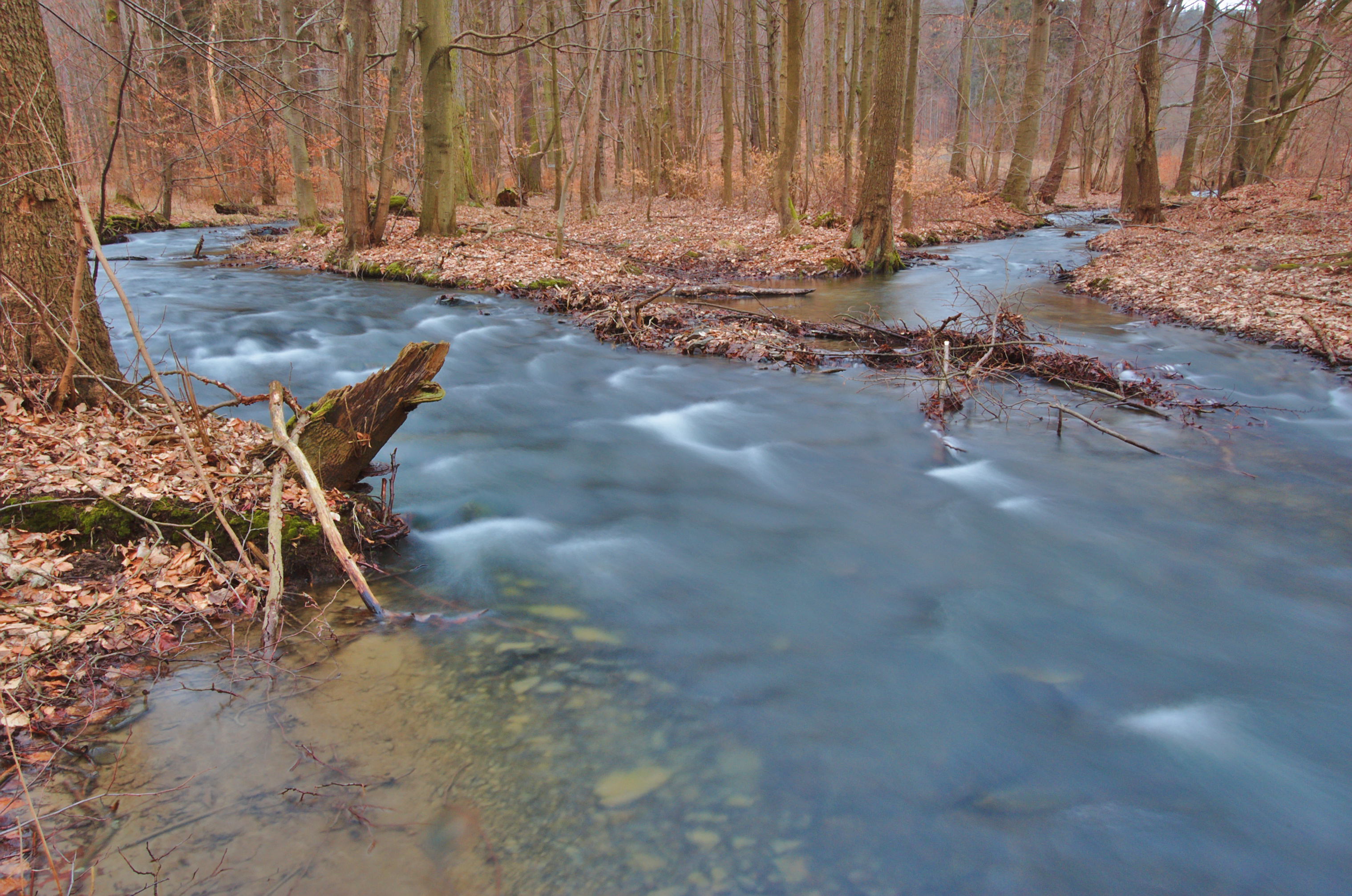
Soutok Zábrany s Hloučelou